# Hart Memorial Trophy
L'Hart Memorial Trophy, in origine noto come Hart Trophy, il più antico premio individuale dell'hockey su ghiaccio, è un premio istituito dalla National Hockey League che viene assegnato al miglior giocatore della stagione regolare nella NHL. L'Hart Memorial Trophy è stato consegnato 90 volte a 56 giocatori diversi fin dalla sua creazione nel 1924. Ogni anno i membri della Professional Hockey Writers' Association votano per determinare il giocatore migliore nel corso della stagione regolare. Analogo è il Ted Lindsay Award, il quale tuttavia viene determinato dai membri della NHL Players Association.

## Storia

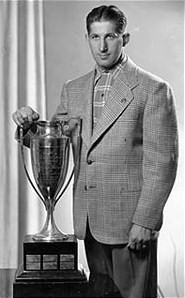
Elmer Lach con il trofeo originale nel 1945.

L'Hart Memorial Trophy deve il suo nome al dottore canadese David Hart, il quale donò la coppa originale alla NHL; il figlio Cecil Hart fu allenatore e general manager dei Canadiens de Montréal. Il primo Hart Trophy fu consegnato al termine della stagione 1923-24 a Frank Nighbor, giocatore degli Ottawa Senators. L'Hart Trophy originale fu ritirato nella Hockey Hall of Fame nel 1960, e la NHL da quell'anno al suo posto presentò un nuovo trofeo intitolato "Hart Memorial Trophy".
Wayne Gretzky conquistò in carriera il trofeo per ben nove volte, otto delle quali consecutive. Gretzky fu nominato MVP per il maggior numero di volte di tutte le altre leghe professionistiche nordamericane (Major League Baseball, National Basketball Association e National Football League). Barry Bonds è il secondo con sette titoli di MVP conquistati nella Major League Baseball. Gretzky ed il suo compagno di squadra agli Edmonton Oilers Mark Messier sono stati gli unici giocatori in grado di vincere l'Hart Trophy con due squadre diverse.
I giocatori dei Canadiens de Montréal hanno vinto il trofeo per diciassette volte; quelli dei Boston Bruins sono secondo con dodici successi, mentre i giocatori ri Detroit Red Wings ed Edmonton Oilers hanno vinto il titolo per nove volte. Joe Thornton fu il primo vincitore dell'Hart Trophy winner ad aver vestito due maglie diverse nella stessa stagione, nel 2005-06, vestendo prima quella dei Boston Bruins e successivamente quella dei San Jose Sharks.
Il voto, condotto al termine della regular season dagli esperti della Professional Hockey Writers Association, prevede che ciascun giurato esprima cinque preferenze, indicando per ognuno di essi un diverso punteggio basato sulla scala 10-7-5-3-1.

## Vincitori

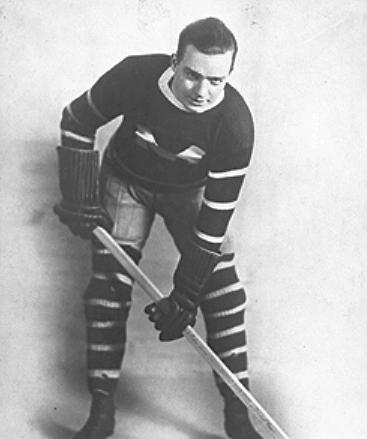
Nels Stewart, due volte vincitore.

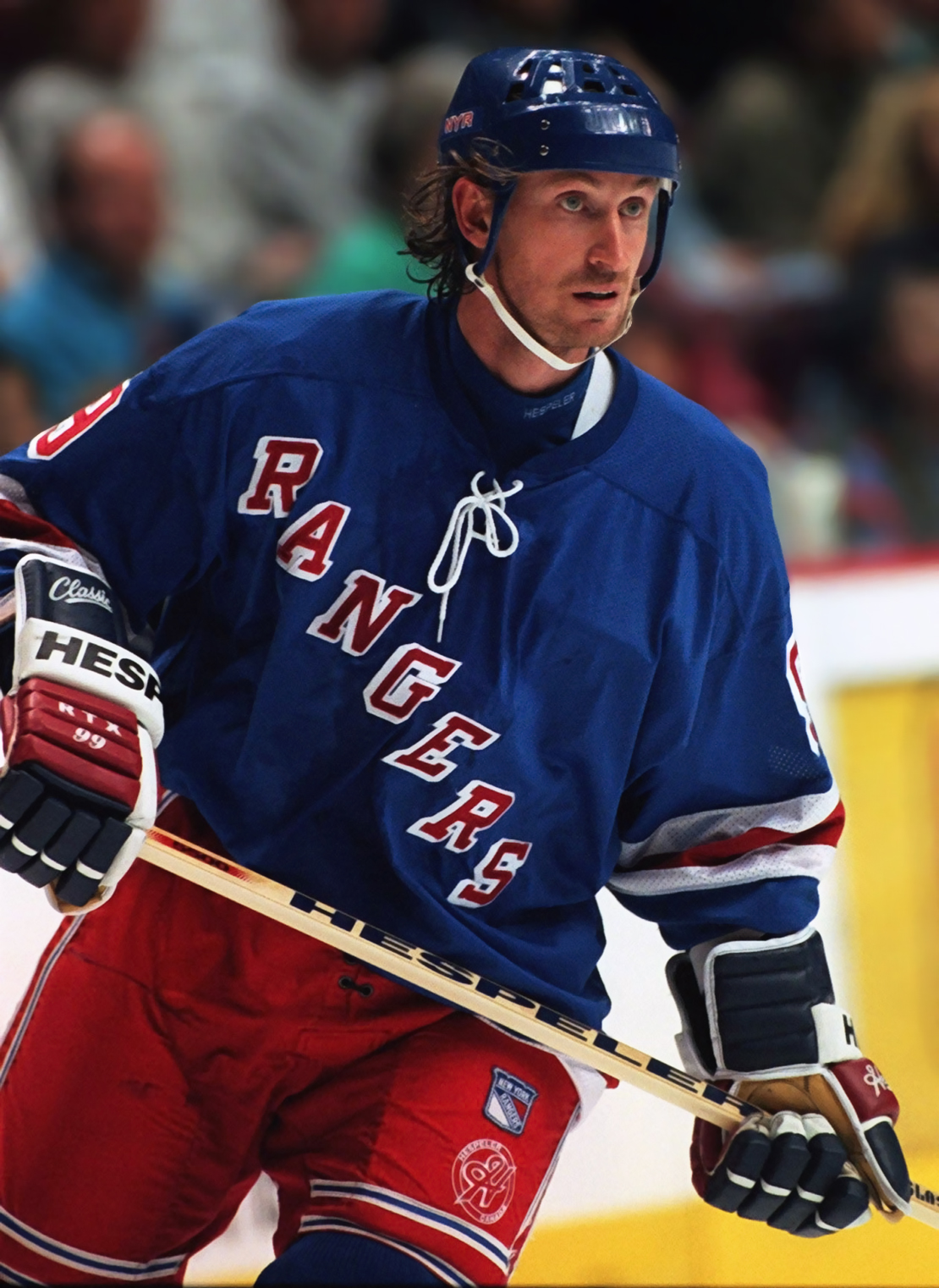
Wayne Gretzky, nove volte vincitore.

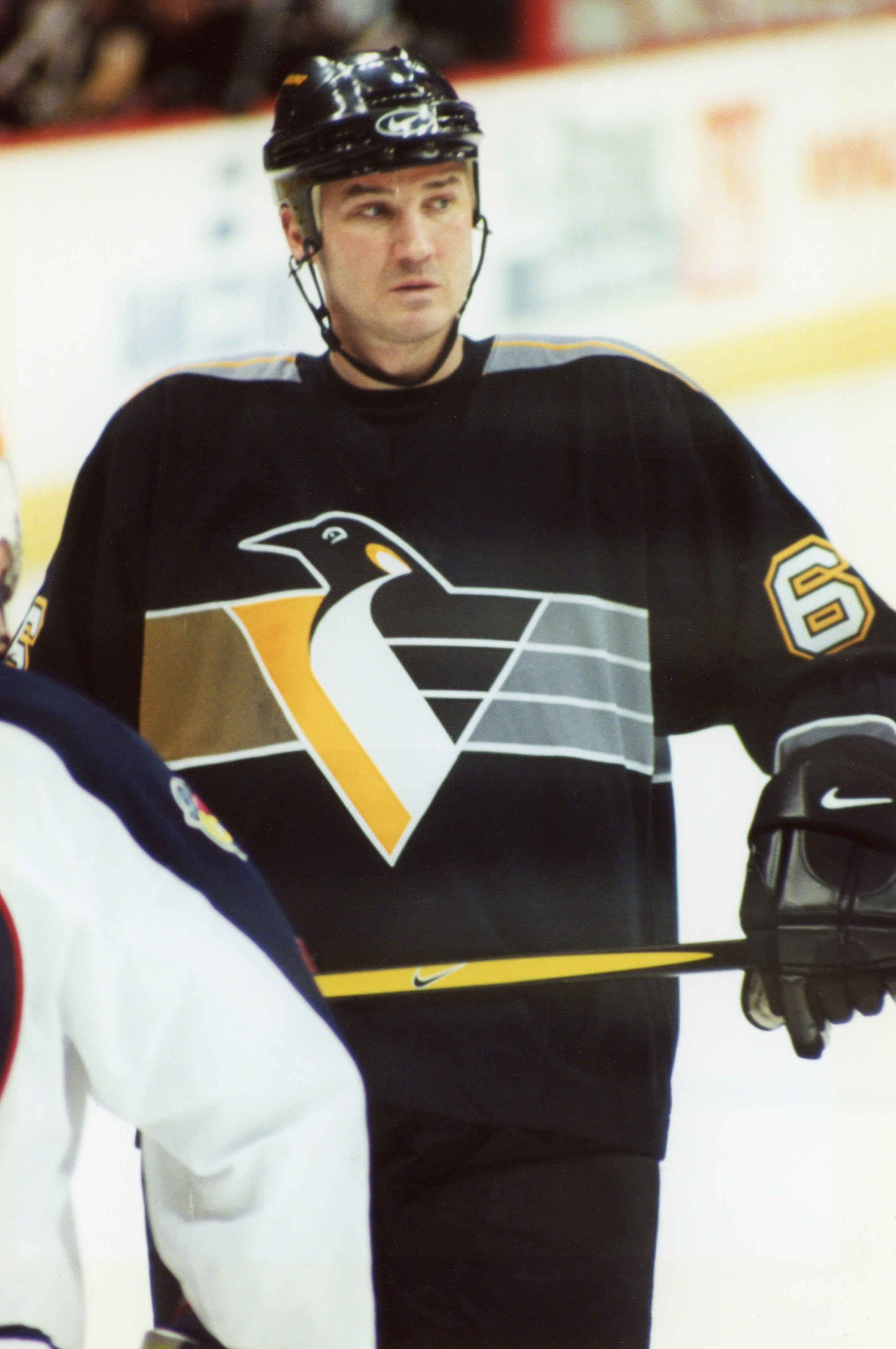
Mario Lemieux, tre volte vincitore.

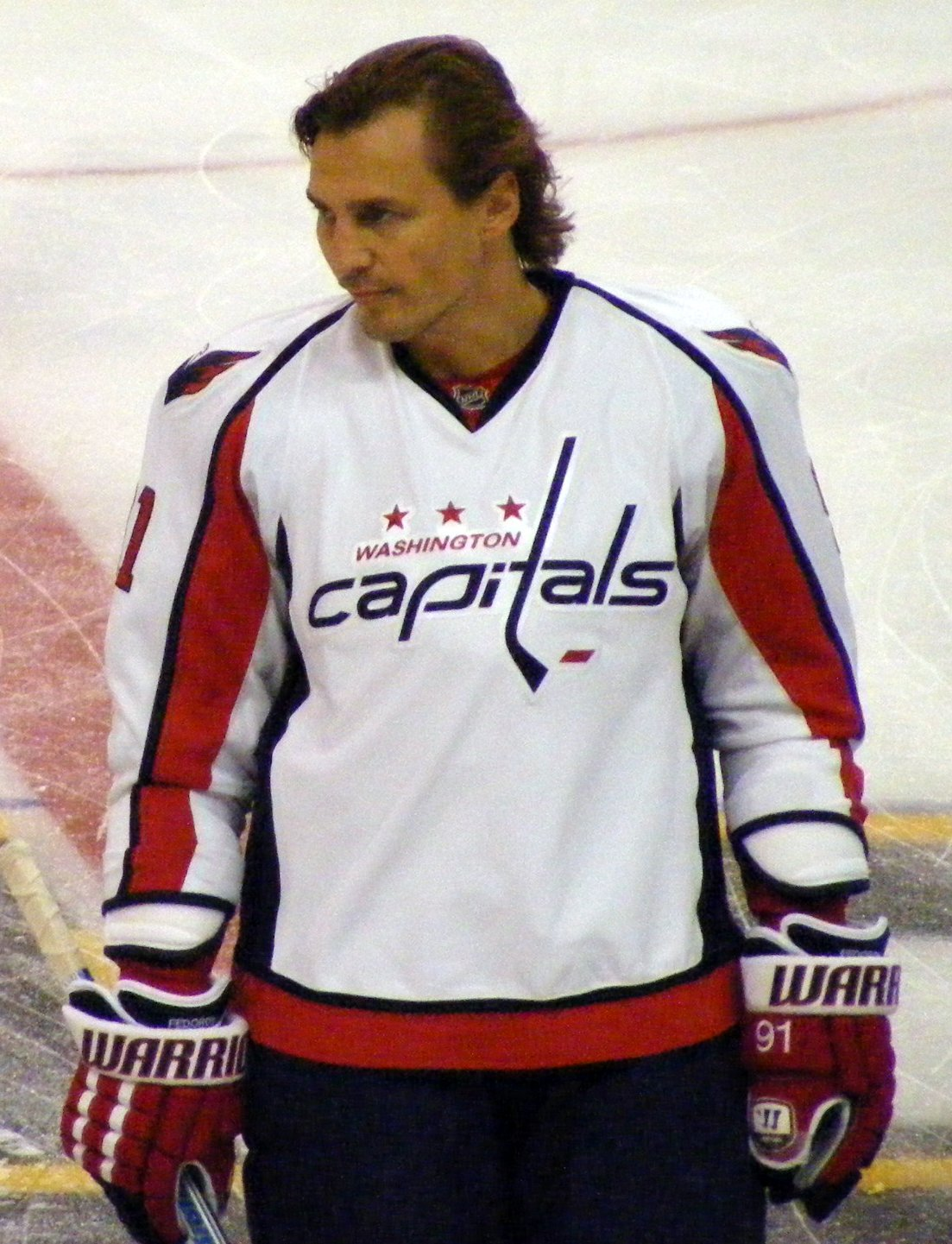
Sergej Fëdorov, primo europeo a vincere il premio.

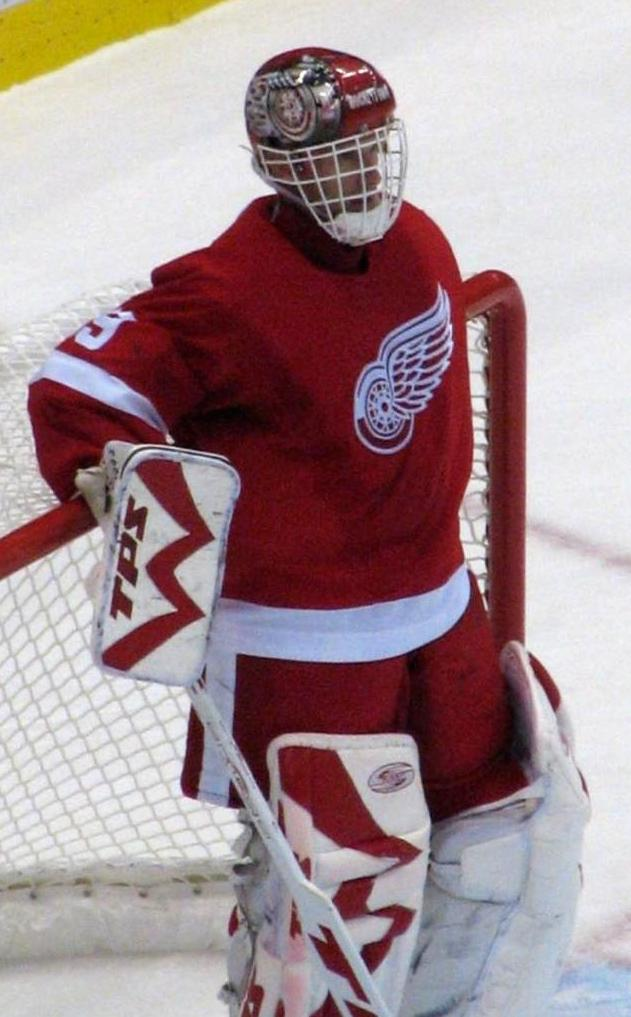
Dominik Hašek, due volte vincitore.

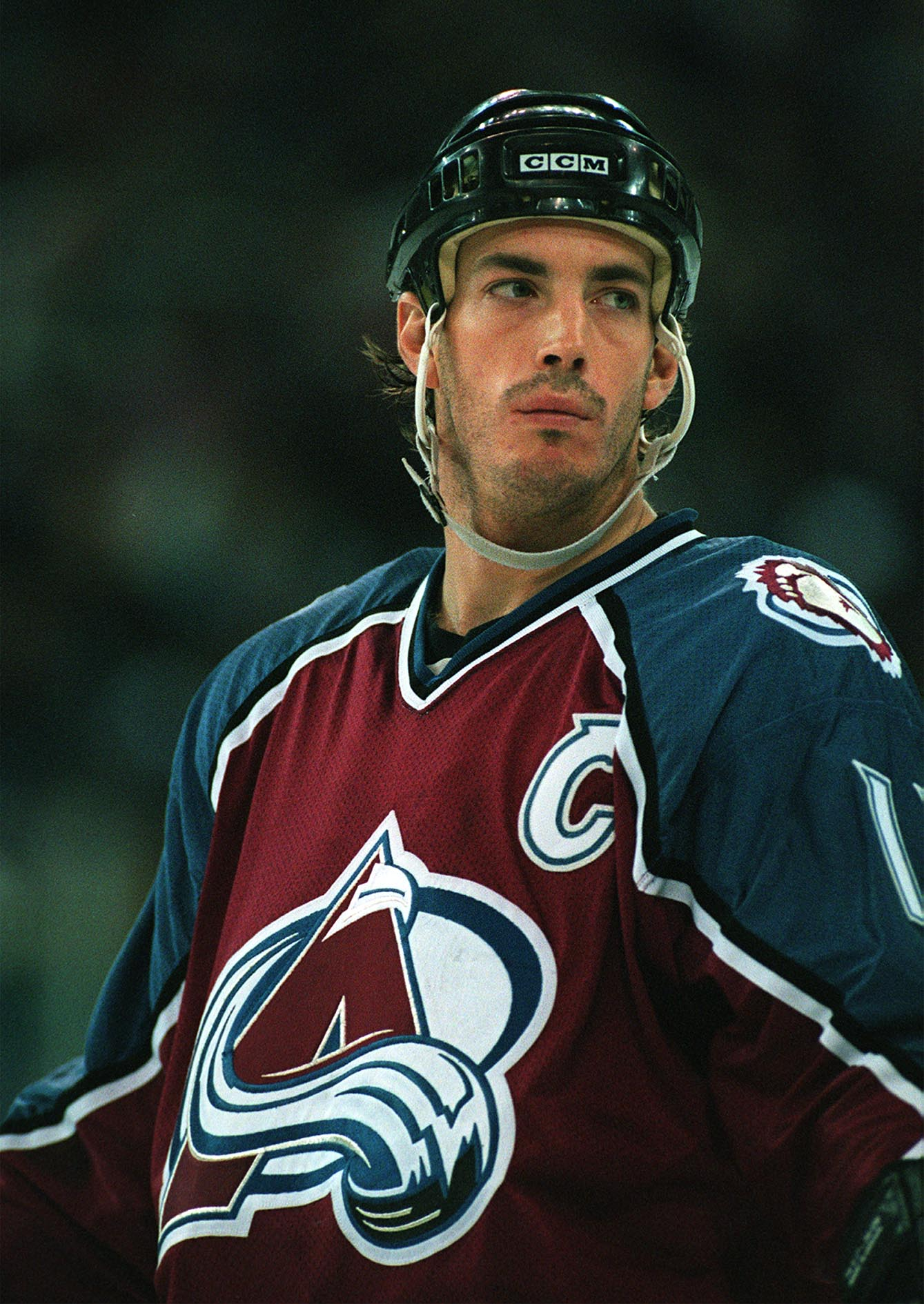
Joe Sakic, una volta vincitore.

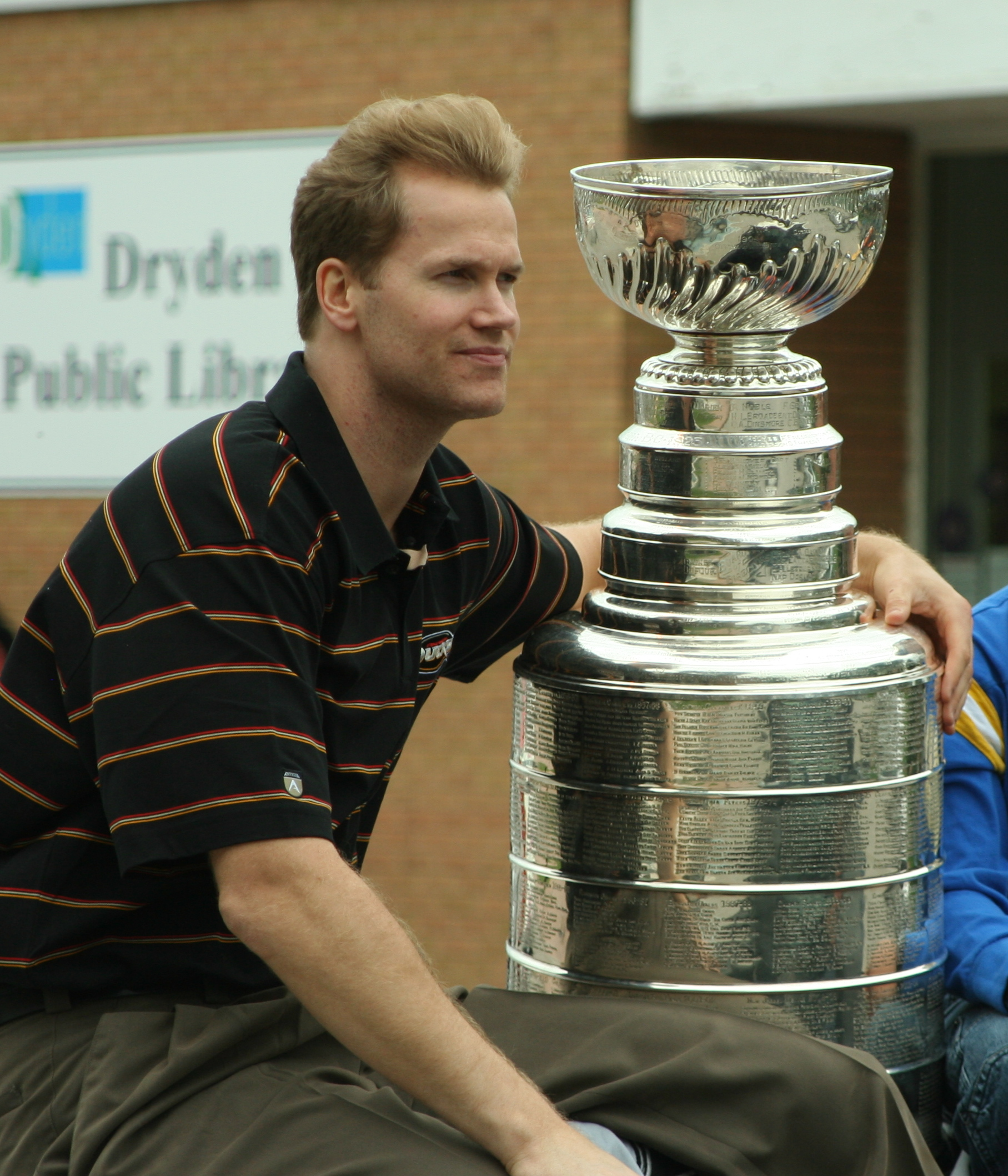
Chris Pronger, una volta vincitore.

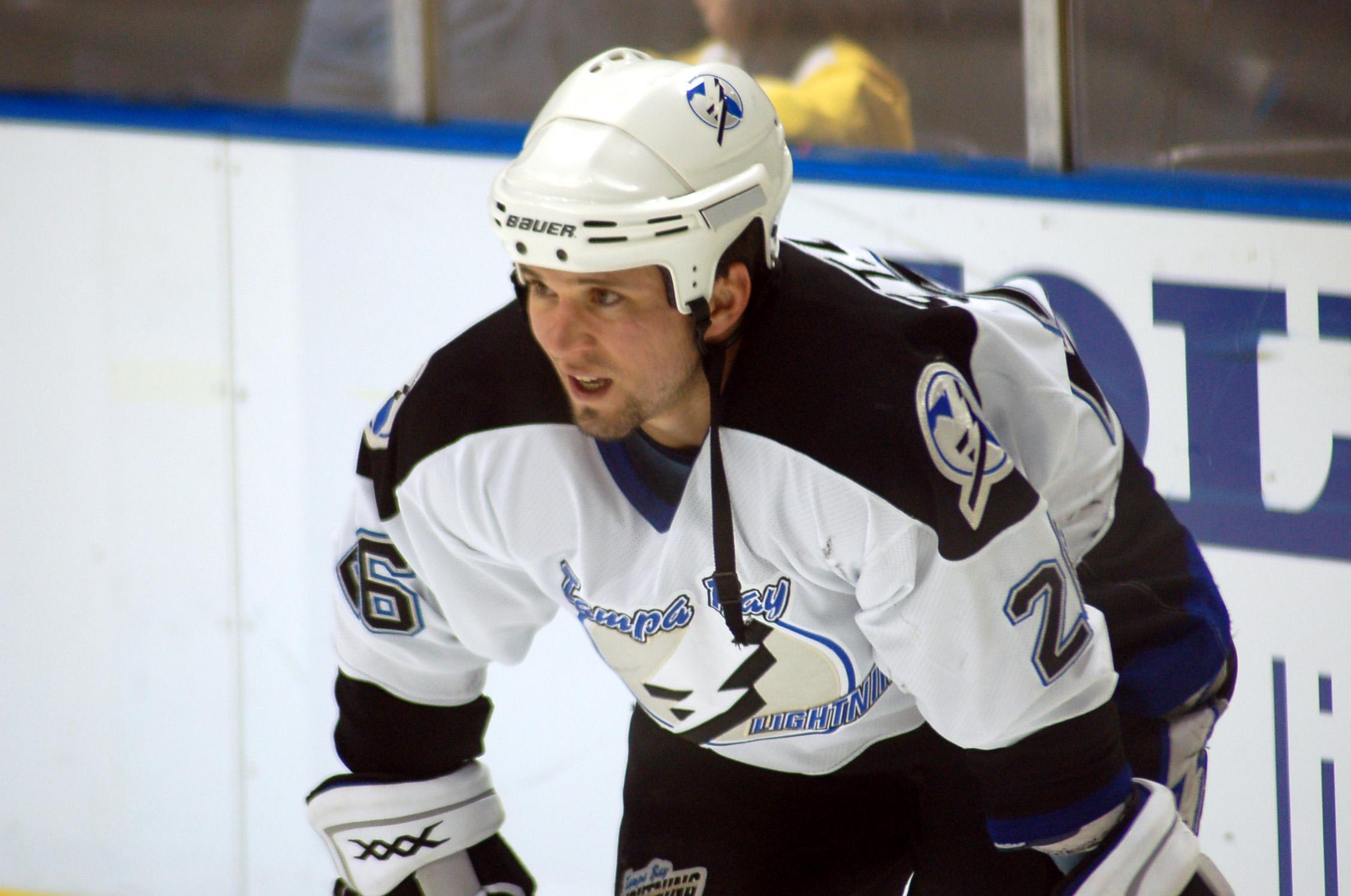
Martin St. Louis, una volta vincitore.

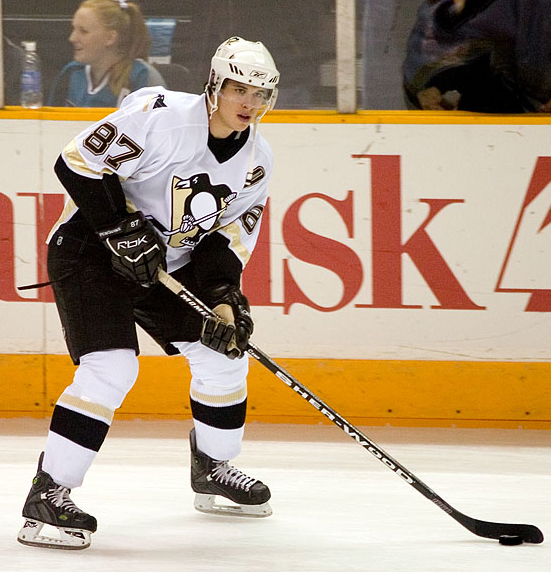
Sidney Crosby, due volte vincitore.

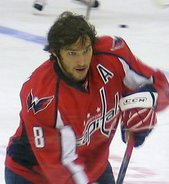
Aleksandr Ovečkin, tre volte vincitore.

| C | Centro | AD | Ala destra | AS | Ala sinistra | D | Difensore | P | Portiere |

     Giocatore ancora in attività nella NHL.
| Stagione  | Vincitore                            | Squadra                              | Posizione                            | Vittoria #                           |
| --------- | ------------------------------------ | ------------------------------------ | ------------------------------------ | ------------------------------------ |
| 1923–24   | Frank Nighbor                        | Ottawa Senators                      | C                                    | 1                                    |
| 1924–25   | Billy Burch                          | Hamilton Tigers                      | C                                    | 1                                    |
| 1925–26   | Nels Stewart                         | Montreal Maroons                     | C                                    | 1                                    |
| 1926–27   | Herb Gardiner                        | Montreal Canadiens                   | D                                    | 1                                    |
| 1927–28   | Howie Morenz                         | Montreal Canadiens                   | C                                    | 1                                    |
| 1928–29   | Roy Worters                          | New York Americans                   | P                                    | 1                                    |
| 1929–30   | Nels Stewart                         | Montreal Maroons                     | C                                    | 2                                    |
| 1930–31   | Howie Morenz                         | Montreal Canadiens                   | C                                    | 2                                    |
| 1931–32   | Howie Morenz                         | Montreal Canadiens                   | C                                    | 3                                    |
| 1932–33   | Eddie Shore                          | Boston Bruins                        | D                                    | 1                                    |
| 1933–34   | Aurèle Joliat                        | Montreal Canadiens                   | AS                                   | 1                                    |
| 1934–35   | Eddie Shore                          | Boston Bruins                        | D                                    | 2                                    |
| 1935–36   | Eddie Shore                          | Boston Bruins                        | D                                    | 3                                    |
| 1936–37   | Babe Siebert                         | Montreal Canadiens                   | D                                    | 1                                    |
| 1937–38   | Eddie Shore                          | Boston Bruins                        | D                                    | 4                                    |
| 1938–39   | Toe Blake                            | Montreal Canadiens                   | AS                                   | 1                                    |
| 1939–40   | Ebbie Goodfellow                     | Detroit Red Wings                    | D                                    | 1                                    |
| 1940–41   | Bill Cowley                          | Boston Bruins                        | C                                    | 1                                    |
| 1941–42   | Tommy Anderson                       | Brooklyn Americans                   | D                                    | 1                                    |
| 1942–43   | Bill Cowley                          | Boston Bruins                        | C                                    | 2                                    |
| 1943–44   | Babe Pratt                           | Toronto Maple Leafs                  | D                                    | 1                                    |
| 1944–45   | Elmer Lach                           | Montreal Canadiens                   | C                                    | 1                                    |
| 1945–46   | Max Bentley                          | Chicago Black Hawks                  | C                                    | 1                                    |
| 1946–47   | Maurice Richard                      | Montreal Canadiens                   | AD                                   | 1                                    |
| 1947–48   | Buddy O'Connor                       | New York Rangers                     | C                                    | 1                                    |
| 1948–49   | Sid Abel                             | Detroit Red Wings                    | C                                    | 1                                    |
| 1949–50   | Chuck Rayner                         | New York Rangers                     | P                                    | 1                                    |
| 1950–51   | Milt Schmidt                         | Boston Bruins                        | C                                    | 1                                    |
| 1951–52   | Gordie Howe                          | Detroit Red Wings                    | AD                                   | 1                                    |
| 1952–53   | Gordie Howe                          | Detroit Red Wings                    | AD                                   | 2                                    |
| 1953–54   | Al Rollins                           | Chicago Black Hawks                  | P                                    | 1                                    |
| 1954–55   | Ted Kennedy                          | Toronto Maple Leafs                  | C                                    | 1                                    |
| 1955–56   | Jean Béliveau                        | Montreal Canadiens                   | C                                    | 1                                    |
| 1956–57   | Gordie Howe                          | Detroit Red Wings                    | AD                                   | 3                                    |
| 1957–58   | Gordie Howe                          | Detroit Red Wings                    | AD                                   | 4                                    |
| 1958–59   | Andy Bathgate                        | New York Rangers                     | AD                                   | 1                                    |
| 1959–60   | Gordie Howe                          | Detroit Red Wings                    | AD                                   | 5                                    |
| 1960–61   | Bernie Geoffrion                     | Montreal Canadiens                   | AD                                   | 1                                    |
| 1961–62   | Jacques Plante                       | Montreal Canadiens                   | P                                    | 1                                    |
| 1962–63   | Gordie Howe                          | Detroit Red Wings                    | AD                                   | 6                                    |
| 1963–64   | Jean Béliveau                        | Montreal Canadiens                   | C                                    | 2                                    |
| 1964–65   | Bobby Hull                           | Chicago Black Hawks                  | AS                                   | 1                                    |
| 1965–66   | Bobby Hull                           | Chicago Black Hawks                  | AS                                   | 2                                    |
| 1966–67   | Stan Mikita                          | Chicago Black Hawks                  | C                                    | 1                                    |
| 1967–68   | Stan Mikita                          | Chicago Black Hawks                  | C                                    | 2                                    |
| 1968–69   | Phil Esposito                        | Boston Bruins                        | C                                    | 1                                    |
| 1969–70   | Bobby Orr                            | Boston Bruins                        | D                                    | 1                                    |
| 1970–71   | Bobby Orr                            | Boston Bruins                        | D                                    | 2                                    |
| 1971–72   | Bobby Orr                            | Boston Bruins                        | D                                    | 3                                    |
| 1972–73   | Bobby Clarke                         | Philadelphia Flyers                  | C                                    | 1                                    |
| 1973–74   | Phil Esposito                        | Boston Bruins                        | C                                    | 2                                    |
| 1974–75   | Bobby Clarke                         | Philadelphia Flyers                  | C                                    | 2                                    |
| 1975–76   | Bobby Clarke                         | Philadelphia Flyers                  | C                                    | 3                                    |
| 1976–77   | Guy Lafleur                          | Montreal Canadiens                   | AD                                   | 1                                    |
| 1977–78   | Guy Lafleur                          | Montreal Canadiens                   | AD                                   | 2                                    |
| 1978–79   | Bryan Trottier                       | New York Islanders                   | C                                    | 1                                    |
| 1979–80   | Wayne Gretzky                        | Edmonton Oilers                      | C                                    | 1                                    |
| 1980–81   | Wayne Gretzky                        | Edmonton Oilers                      | C                                    | 2                                    |
| 1981–82   | Wayne Gretzky                        | Edmonton Oilers                      | C                                    | 3                                    |
| 1982–83   | Wayne Gretzky                        | Edmonton Oilers                      | C                                    | 4                                    |
| 1983–84   | Wayne Gretzky                        | Edmonton Oilers                      | C                                    | 5                                    |
| 1984–85   | Wayne Gretzky                        | Edmonton Oilers                      | C                                    | 6                                    |
| 1985–86   | Wayne Gretzky                        | Edmonton Oilers                      | C                                    | 7                                    |
| 1986–87   | Wayne Gretzky                        | Edmonton Oilers                      | C                                    | 8                                    |
| 1987–88   | Mario Lemieux                        | Pittsburgh Penguins                  | C                                    | 1                                    |
| 1988–89   | Wayne Gretzky                        | Los Angeles Kings                    | C                                    | 9                                    |
| 1989–90   | Mark Messier                         | Edmonton Oilers                      | C                                    | 1                                    |
| 1990–91   | Brett Hull                           | St. Louis Blues                      | AD                                   | 1                                    |
| 1991–92   | Mark Messier                         | New York Rangers                     | C                                    | 2                                    |
| 1992–93   | Mario Lemieux                        | Pittsburgh Penguins                  | C                                    | 2                                    |
| 1993–94   | Sergej Fëdorov                       | Detroit Red Wings                    | C                                    | 1                                    |
| 1994–95   | Eric Lindros                         | Philadelphia Flyers                  | C                                    | 1                                    |
| 1995–96   | Mario Lemieux                        | Pittsburgh Penguins                  | C                                    | 3                                    |
| 1996–97   | Dominik Hašek                        | Buffalo Sabres                       | P                                    | 1                                    |
| 1997–98   | Dominik Hašek                        | Buffalo Sabres                       | P                                    | 2                                    |
| 1998–99   | Jaromír Jágr                         | Pittsburgh Penguins                  | AD                                   | 1                                    |
| 1999–2000 | Chris Pronger                        | St. Louis Blues                      | D                                    | 1                                    |
| 2000–01   | Joe Sakic                            | Colorado Avalanche                   | C                                    | 1                                    |
| 2001–02   | José Théodore                        | Montreal Canadiens                   | P                                    | 1                                    |
| 2002–03   | Peter Forsberg                       | Colorado Avalanche                   | C                                    | 1                                    |
| 2003–04   | Martin St. Louis                     | Tampa Bay Lightning                  | AD                                   | 1                                    |
| 2004-05   | Premio non assegnato per il lockout. | Premio non assegnato per il lockout. | Premio non assegnato per il lockout. | Premio non assegnato per il lockout. |
| 2005–06   | Joe Thornton                         | Boston Bruins/San Jose Sharks        | C                                    | 1                                    |
| 2006–07   | Sidney Crosby                        | Pittsburgh Penguins                  | C                                    | 1                                    |
| 2007–08   | Aleksandr Ovečkin                    | Washington Capitals                  | AS                                   | 1                                    |
| 2008–09   | Aleksandr Ovečkin                    | Washington Capitals                  | AS                                   | 2                                    |
| 2009–10   | Henrik Sedin                         | Vancouver Canucks                    | C                                    | 1                                    |
| 2010–11   | Corey Perry                          | Anaheim Ducks                        | AD                                   | 1                                    |
| 2011–12   | Evgenij Malkin                       | Pittsburgh Penguins                  | C                                    | 1                                    |
| 2012–13   | Aleksandr Ovečkin                    | Washington Capitals                  | AS                                   | 3                                    |
| 2013–14   | Sidney Crosby                        | Pittsburgh Penguins                  | C                                    | 2                                    |
| 2014–15   | Carey Price                          | Montreal Canadiens                   | P                                    | 1                                    |
| 2015–16   | Patrick Kane                         | Chicago Blackhawks                   | AS                                   | 1                                    |
| 2016–17   | Connor McDavid                       | Edmonton Oilers                      | C                                    | 1                                    |
| 2017–18   | Taylor Hall                          | New Jersey Devils                    | LW                                   | 1                                    |
| 2018–19   | Nikita Kučerov                       | Tampa Bay Lightning                  | RW                                   | 1                                    |
| 2019–20   | Leon Draisaitl                       | Edmonton Oilers                      | C                                    | 1                                    |
| 2020–21   | Connor McDavid                       | Edmonton Oilers                      | C                                    | 2                                    |
| 2021-22   | Auston Matthews                      | Toronto Maple Leafs                  | C                                    |                                      |